# Earl Cooper
Marion Earl Cooper (Giddings, 17 settembre 1957) è un ex giocatore di football americano statunitense che ha militato nei ruoli di tight end e fullback nella National Football League (NFL).

## Carriera
Cooper fu scelto come tredicesimo assoluto nel Draft NFL 1980 dai San Francisco 49ers. Nella sua stagione da rookie concluse secondo nella NFL con 83 ricezioni (dietro alle 89 di Kellen Winslow dei San Diego Chargers). Diede un contributo chiave nel drive da 89 yard che portò alla giocata nota come "The Catch" nei playoff 1981-'82 contro i Dallas Cowboys.
Con i 49ers Cooper vinse due Super Bowl, ricevendo anche un touchdown da 11 yard dal quarterback Joe Montana nel Super Bowl XVI contro i Cincinnati Bengals, una giocata che apparve sulla copertina di Sports Illustrated. Chiuse la carriera con un'ultima stagione ai Los Angeles Raiders nel 1986.

## Palmarès
- Super Bowl : 2

San Francisco 49ers: XVI, XIX
- National Football Conference Championship: 2

San Francisco 49ers: 1981, 1984